# Löwis of Menar (Adelsgeschlecht)

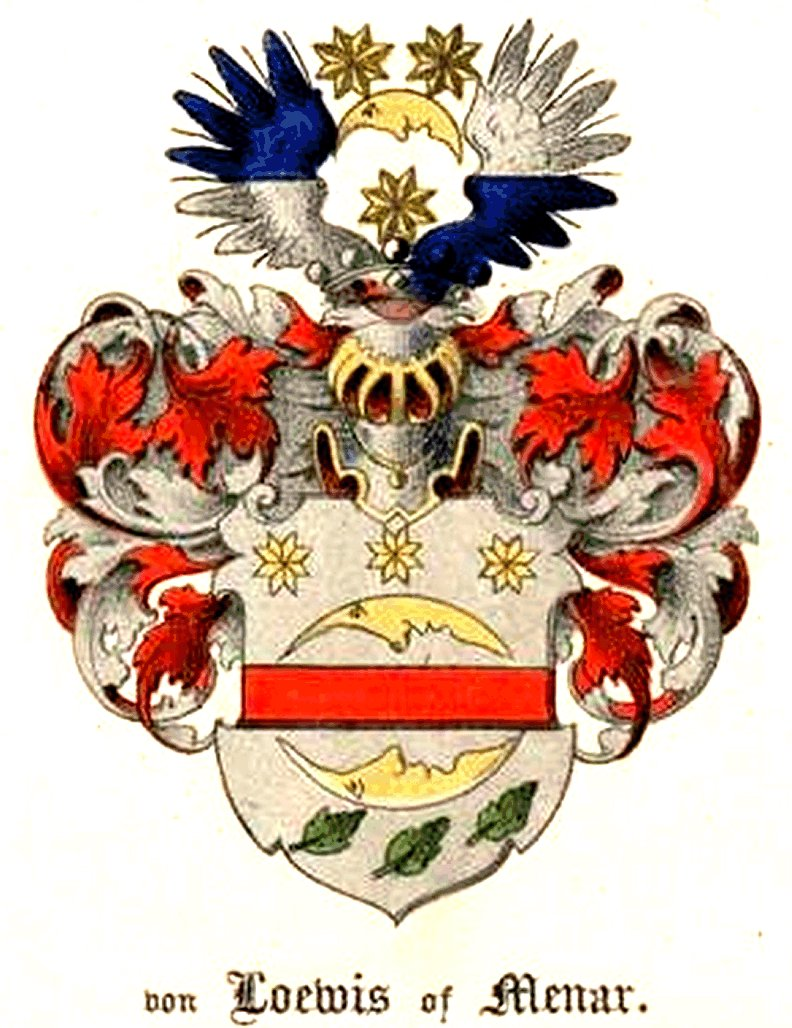
Familienwappen derer von Löwis of Menar

Löwis of Menar (auch von Löwis of Menar, Loewis of Menar oder Loewis) ist der Name eines ursprünglich aus Schottland stammenden Adelsgeschlechts, welches im vormaligen Livland und Kurland lebte. Mehrere Angehörige der Familie dienten als höhere Offiziere in der russischen Armee, waren Beamte, Forst- und Landwirte und Landespolitiker im ehemaligen Gouvernement Livland. Die Familie ist heute noch existent und weitverzweigt.

## Geschichte

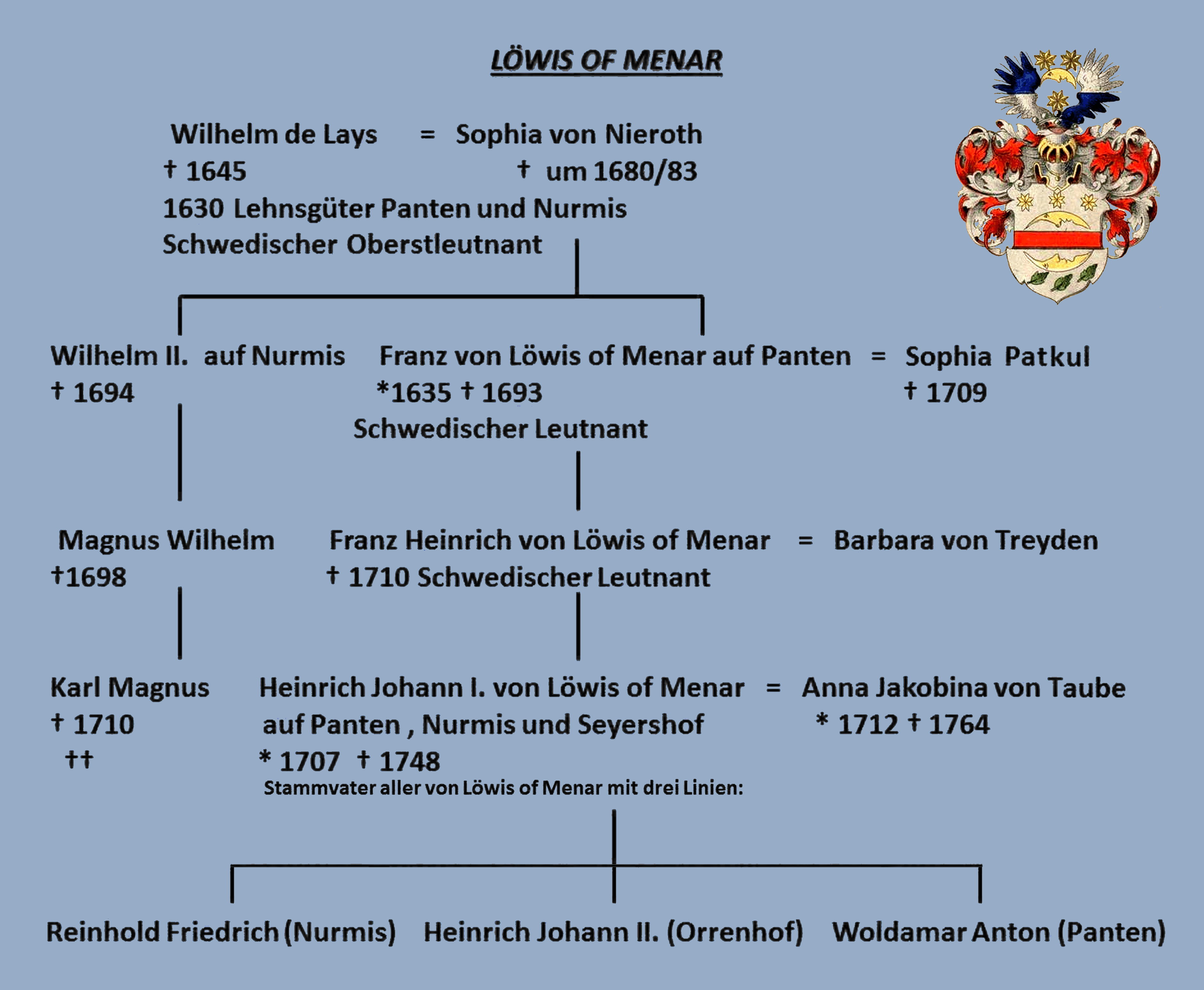
Ahnherren der Familie Löwis of Menar

1434 wurde mit Patrick de Lowis of Menar und seinem Sohn Henry der Name urkundlich in Schottland erwähnt. Patrick war Vogt des Walter Scott von Murdiston in der Grafschaft Peebles. Die Löwis of Menar entstammten keinem schottisch-keltischen Clan der Highlanders, sondern gehörten zu den ritterlichen Geschlechtern sächsischen Blutes der schottischen Lowlanders. Einer der Nachkommen, welcher nach Schweden ausgewandert war, stammte in 3. Generation von Patrick of Menar ab. Wilhelm de Lays († 1645) wurde am 14. Mai 1630 von König Gustav II. Adolf von Schweden mit den Gütern Panten (Kreis Salisburg) und Nurmis in Livland belehnt. Er war mit der Livländerin Sophia von Nieroth († um 1680/83) verheiratet, aus dieser Ehe gingen die Söhne Wilhelm II. († 1694) und Franz (1635–1693) hervor. Der erste Sohn erbte Gut Nurmis, der zweite Sohn erbte Gut Panten. Die Linie Nurmis starb in der dritten Folgegeneration mit Karl Magnus 1710 aus und das Gut ging in das Erbe der Linie Panten über. Die Linie Panten setzte sich mit Franz (1635–1693) über Franz Heinrich (schwedischer Leutnant, † 1710) und Heinrich Johann I. (Amtsrichter, 1707–1748) fort. Heinrich Johann I. ist der Ahnherr aller jetzigen von Löwis of Menar. Seine drei Söhne sind die Gründer der Linien Nurmis mit Bergshof und Sackhof (Reinhold Friedrich, russischer Generalmajor, 1765–1830); Orrenhof mit Ohlenhof (Heinrich Johann II., russischer Leutnant, 1733–1800) und Panten mit Dahlen (Woldemar Anton, russischer Major, 1741–1818). Die Adelsfamilie hatte nun Besitzgüter in Livland, Estland und Russland, wurde aber keine reich begüterte Dynastie. Teilweise besaßen die Löwis von Menar im lettischen Distrikt: Nurmis, Bergshof, Fistehlen, Dahlen, Kekkau, Pulkarn, Kaipen, Hohenheide, Jürgensburg, Seyershof, Pawassern, Kudling, Ohlenhof und Kroppenhof; im estnischen Distrikt Koik, Annenhof, Uellenorm, Weißensee, Gawwern und Kioma. Nach der Konfiskation durch die Letten und Esten in den Jahren 1919/20 begrenzten sich die Besitzgüter auf die Güter Panten, Alt-Wrangelshof und Groß-Tamby. Die Löwis of Menar gehören laut Eintragungen von 1742 (Nr. 57) in die livländischen Ritterschaft, sowie von 1745 und 1747 (Nr. 69) zur estländischen und kurländischen Ritterschaft.

## Besitzungen (Auswahl)

### Gut Nurmis
Das Gut Nurmis (auch Normis) in Livland gehörte bis 1585 einem Dietrich Becker und wurde vom polnischen König Stephan Báthory dem Baltasar Schnell überschrieben. Dieser erhielt 1591 von König Sigismund III. Wasa die Erlaubnis sein Gut Nurmis dem Rupert Hummel zu verkaufen. Von den Schweden vereinnahmt, wurde Nurmis nebst Panten von König Gustav Adolf im Jahre 1630 dem Major Wilhelm Lyß (oder de Leis) übertragen. Seine Witwe, die geborene Sophie Nieroth, erhielt 1646 die Bestätigung ihres Besitzrechts für sich und ihre Söhne. Nurmis vererbte sich bei den direkten männlichen Nachkommen und wurde mittels Erbteilungsvertrag vom 10. Januar 1803 von dem Major Alexander von Löwis of Menar für 20.000 Thaler übernommen.

### Gut Orrenhof
Orrenhof, auch als Oru, Orajoe, Ojaroe Mois oder Orajõe Mõis bekannt, ist eine kleine Ortschaft im heutigen Estland.

### Gut Panten
Das Gut Panten in Livland gehörte zum Ende der Ordensherrschaft und zu Anfang der polnischen Regierungszeit der Witwe des Wiegant Scharenberg. König Stephan Báthory verlieh es im Jahre 1548 dem Baltasar Schnell. Wahrscheinlich von den Schweden beschlagnahmt wurde es von König Gustav Adolf im Jahre 1630 dem Major Wilhelm Lyß überlassen. Nach Woldemar Anton von Löwis of Menar übernahm es am 4. März 1827 sein Sohn, der Oberst Moritz von Löwis of Menar.

## Persönlichkeiten
- Reinhold Friedrich von Löwis of Menar (1731–1794), russischer Generalmajor
- Friedrich von Löwis of Menar (1767–1824), russischer Generalleutnant, Landespolitiker
- Peter Frommhold von Löwis of Menar (1769–1829), Major, Agrarpolitiker und Hakenrichter
- Andreas von Löwis of Menar (1777–1839), baltischer Autor, Zeichner, Kupferstecher und Historiker
- Gotthard August von Löwis of Menar (1801–1849), Kreistagsabgeordneter, Gerichtspräsident
- Oskar Peter Frommhold von Löwis of Menar (1830–1885), russischer Generalmajor
- Karl Woldemar von Löwis of Menar (1855–1930), baltendeutscher Historiker und Kartograf
- Else von Löwis of Menar (1880–1961), badische NS-Frauenschaftsführerin
- Richard von Loewis of Menar (1900–1931), deutscher politischer Aktivist
- Erik von Loewis of Menar (1904–1986), deutscher Schauspieler und Regisseur
- Thomas von Löwis of Menar (* 1947), deutscher Autorennfahrer, Teamchef und Geschäftsführer
- Henning von Löwis of Menar (* 1948), Journalist und Publizist
- Olaf von Löwis of Menar (* 1954), deutscher Politiker, Bürgermeister von Holzkirchen in Oberbayern, Landrat von Miesbach[4]
- Viola von Löwis of Menar (* 1940), deutsche Dichterin